# Descendance finale
Pour un article plus général, voir Taux de fécondité.
La descendance finale est le nombre d'enfants par femme au cours de sa vie, défini pour une génération de femmes (née au cours d'une année), plus rarement par homme pour une génération d'hommes, ou pour une promotion de mariage.

## Indicateur
Il s'agit d'un indicateur brut, c'est-à-dire non corrigé des effets de la mortalité. En effet, la descendance finale observée surestime le nombre d'enfants puisque la mortalité vient retirer des sujets de l'étude et empêche d'observer des naissances qui auraient eu lieu sans elle. Si on parle simplement de la descendance finale observée, on parle de descendance finale nette. Il s'agit d'une mesure longitudinale.
L'indicateur de descendance finale est le plus pertinent pour juger de l'évolution de la fécondité, car le moins sensible aux aléas conjoncturels. Il a l'avantage et l'inconvénient  de gommer l'effet sur la natalité de l'âge des parturientes : si elles ont des enfants tôt, la natalité est temporairement élevée, avant de baisser ; si elles ont le même nombre d'enfants plus tard, la natalité accuse un déficit qui se résorbe ensuite.
Le maintien naturel d'une population est assuré lorsqu'une femme de la cohorte donne en moyenne naissance à une fille.

## Évolution

### France
Dans le cas de la France, l'indicateur de descendance finale, calculé pour les femmes à 50 ans :
- s'élevait pour les femmes nées en 1890 (moyenne mobile sur trois ans) à 2,10 enfants ;
- a constamment monté jusqu'aux femmes nées en 1930, 2,65 enfants ;
- a tendanciellement baissé jusqu'aux femmes nées en 1949, à 2,11 enfants ;
- est resté globalement stable jusqu'aux femmes nées en 1960, où il atteignait à 2,12 enfants ;
- a baissé légèrement depuis, les femmes nées en 1969 (dernière année connue en 2023) ayant eu au cours de leur vie 2,00 enfants.